# Parthenios von Lampsakos
Parthenios von Lampsakos († im 4. Jahrhundert) war ein Bischof der frühen Kirche zur Zeit Kaiser Konstantins des Großen. In der katholischen wie auch in der orthodoxen Kirche wird er als Heiliger verehrt. Sein Gedenktag ist der 7. Februar und – gemäß dem julianischen Kalender – der 20. Februar in der orthodoxen Kirche.

## Name
Parthenios kommt aus dem Griechischen und bedeutet „der Jungfräuliche“.

## Leben
Parthenios wurde in der zweiten Hälfte des 3. Jahrhunderts in Miletopolis in Mysien (römische Provinz Asia) als Sohn eines Diakons geboren. Von seiner Heimatstadt zeugen heute nur noch einige Ruinen in der Nähe von Karacabey in der türkischen Provinz Bursa. Die Stadt liegt etwa 10 km nordöstlich der Stadt Mustafakemalpaşa am Marmarameer. Schon als Kind lernte er das Evangelium auswendig und versuchte es zu erfüllen. So ließ er sich ohne jede weitere Ausbildung als Fischer an einem See nieder, behielt nur das Nötigste für sich und schenkte den größten Teil seines Geldes den Armen. Auf diese Weise wollte er Jesus Christus nachfolgen.
Bischof Philip wurde so auf Parthenios aufmerksam und weihte ihn zum Priester für seine Diözese. Miletopolis gehörte damals zur Kirchenprovinz Cyzikus (altgriechisch Κύζικος). Der ehemalige Fischer erwarb sich einen so guten Ruf, dass er bald zum Bischof von Lampsakos gewählt wurde. Dort sah er sich in der Nachfolge des Petrus als „Menschenfischer“.
Im Jahre 318 nannte Konstantin die bithynische Stadt Drepanon (Δρέπανον) zu Ehren seiner Mutter Helena in Helenopolis um und hielt sich vermutlich wegen der warmen Bäder oft dort auf. So kam es auch zu häufigen Treffen zwischen dem Kaiser und dem Bischof des nahegelegenen Lampsakos. Konstantin beauftragte Parthenios, die heidnischen Tempel seiner Diözese in Kirchen umzubauen.
Daraufhin bekämpfte Parthenios erfolgreich den heidnischen Glauben in seinem Einflussbereich und stärkte die Christen in ihrem Glauben. Zuvor war Lampsakos sehr bekannt für den Fruchtbarkeitskult des Priapos, der hier geboren worden sein soll und dessen Verehrung in Lampsakos mit einem Eselsopfer gefeiert wurde.
Parthenios führte stattdessen die Verehrung der Märtyrerin Lucia von Syrakus ein, der auch der Kaiser eine Kirche in Helenopolis errichten ließ. Der Gedenktag dieser 304 getöteten jungen Frau ist der 13. Dezember, der vor der Gregorianischen Kalenderreform auf die Wintersonnenwende fiel. Die Feierlichkeiten zu Ehren der Lucia, deren Name „die Leuchtende“ bedeutet (von lateinisch lux ‚Licht‘), waren mit vielen Lichtriten verbunden.
Nach 324 verlegte Konstantin seine Residenz vom Westen in den Osten des Reiches, wo er 337 starb. Parthenios wurde durch ein langes Leben gesegnet und soll lange nach Konstantin verstorben sein.

## Legende
Parthenios besaß nach einem Zeugnis Philips von Melitopolis die Gaben zur Heilung und zur Dämonenaustreibung, was den Bischof bewog, Parthenios trotz seiner Unbildung zum Priester zu weihen. Die Kraft zur Heilung und die Macht über die bösen Geister erhielt Parthenios durch seine Gebete.
Während einer Austreibung bei einem Mann flehte ihn der Dämon an, ihn in Ruhe zu lassen. Parthenios bot dem bösen Geist an: „Ich werde dir einen anderen Mann geben, in den du fahren kannst. In ihm kannst du wohnen.“ Der böse Geist fragte ihn daraufhin: „Wer ist dieser Mann?“ Parthenios antwortete: „Ich bin dieser Mann, tritt ein und wohne in mir!“ Da floh der Dämon, als wäre er vom Feuer verbrannt und schrie: „Wie kann ich denn das Haus Gottes betreten?“
Parthenios soll auch einer der 318 Bischöfe des Ersten Ökumenischen Konzils im Jahre 325 in Nikaia (Nizäa) gewesen sein, was allerdings durch die Quellenlage nicht bestätigt werden kann.